# Johann Gottfried Erichsen
Johann Gottfried Erichsen (* um 1713 in Teutschenthal bei Halle an der Saale; † 4. November 1768 in Skien) war ein deutscher Arzt und Landwirtschaftsreformer. Er organisierte die Heide- und Moorkolonisation in Jütland und Schleswig.

## Leben und Wirken
Über Johann Gottfried Erichsens Eltern ist lediglich bekannt, dass der Vater als Bauer in Teutschenthal arbeitete. Erichsen absolvierte ein Studium der Pädagogik und Medizin an der Universität Halle. 1744 zog er in das norwegische Christianssand und arbeitete dort als Hausarzt des Stiftamtmannes Graf Heinrich VI. von Reuß-Köstritz. Sein Dienstherr sandte Erichsen 1745 nach Frankreich, wo er sich beruflich weiterbilden sollte. Er diente während des Österreichischen Erbfolgekrieges vorübergehend im französischen Heer und nahm 1746 in Paris ein Anatomiestudium auf.
Am 26. September 1746 folgte Erichsens Promotion in Halle zum Dr. med. Im selben Jahr beendete er sein Medizinstudium in Kopenhagen mit Auszeichnung. Von 1747 bis 1756 arbeitete er als Stadtphysicus in Bergen, wo er ein Krankenhaus aufbaute und Chirurgen und Hebammen schulte. Nach einem Großbrand in der Stadt existierte nicht ausreichend Kalk, um die Stadt neu aufzubauen. Erichsen ließ daher binnen Kürze einen Kalkofen nach englischer Bauart errichten und nahm für alle diese Baumaßnahmen Kredite auf. Ab 1751 durfte er in Stavanger eine Apotheke unterhalten, von der er sich 1754 wieder trennte.
In den Jahren um 1750 versuchten Dänen und Norweger, Fischabfall und Tang zu Salpeter zu verarbeiten. Erichsen schuf 1755 mit Genehmigung des Staates eine Gesellschaft, die nahe Bergen und Trondheim Salpeterwerke aufbauen sollte. Zudem erhielt er die Aufsicht über ein Werk im dänischen Frederiksborg. Alle Unternehmen scheiterten. 1760 erhielt Erichsen einen Ruf von König Friedrich V. und dessen Berater Adam Gottlob von Moltke, um in Dänemark an der Produktion von Salpeter weiterzuarbeiten. Außerdem sollte er große Heideflächen in Jütland kultivieren. Im Mai 1760 besuchte er mehrere Tage ödes Land und erteilte Ratschläge für den Bau von Brunnen und Ziegeleien.
Im Juli 1760 bekam Erichsen den Auftrag, in Schleswig und Holstein zu prüfen, ob das dortige Ödland geeignet sei, um dort Kolonien zu schaffen. Er sollte auch beurteilen, wie viele Personen angesiedelt werden könnten. Vom 25. August bis zum 21. Dezember bereiste er Heide- und Moorflächen im Bereich von Hadersleben bis Altona. Über seine Erkenntnisse berichtete er in zwei großen Denkschriften. Er notierte, dass die Ödlandflächen in Schleswig-Holstein Platz für 4621 Kolonisten böten, was eine große Zahl darstellte. Die Regierung Dänemarks entschloss sich daher, die Heideflächen im Herzogtum Schleswig zu kultivieren. In Jütland hatten entsprechende Bemühungen bereits im Jahr zuvor in deutlich geringerem Umfang begonnen.
Im Februar 1761 erhielt Erichsen eine Stelle als Oberster Organisator des Vorhabens. Sein Vorgesetzter war der Schleswiger Amtmann Bernhard Hartwig von Plessen. Trotzdem konnte er größtenteils eigenständig agieren. Er legte fest, wo neue Kolonien entstehen sollten, empfahl die Anzahl der Wohnplätze, die hier gebaut werden sollten. Er legte fest, dass eine Koloniestelle neun Hektar groß sein sollte, was sich als ein deutlich zu klein gewähltes Maß erwies. Da er aus Mitteldeutschland stammte, kannte Erichsen die einheimische Größe einer Hufe nicht. Die Kolonisten wurden vor allem in Süddeutschland angeworben. Ihnen wurde Haus, Grundausstattung und 20 Jahre Steuerfreiheit versprochen.
Erichsen verfolgte das oberste Ziel, eine möglichst große Zahl an Kolonisten auf möglichst kleinem Platz anzusiedeln. Dies sollte mittels moderner Bewirtschaftung der Ackerflächen ohne Wiesen umgesetzt werden. Dabei sollten neue Ackerpflanzen wie Kartoffeln, Luzerne oder Futterwicken kultiviert werden. Auf einem eigenen Musterbetrieb in Friedrichsholm investierte er viel Zeit und Geld, um den Nachweis zu führen, dass man auf dem Moor, das als unfruchtbar galt, erfolgreich wirtschaften konnte. Er erfuhr für seine Vorhaben Spott und Widerstand. Später zeigte sich, dass seine Thesen korrekt waren. Während Philipp Ernst Lüders zwanzig Jahre zuvor mit dem Vorhaben gescheitert war, in größerem Stil Kartoffeln zu kultivieren, hatte Erichsen mehr Erfolg. Innerhalb von vier Jahren entstanden 573 Kolonistenhöfe.
Aufgrund politischer Unsicherheiten beendeten die Dänen die kostspielige Kolonisierung jedoch plötzlich. Erichsen sah sich berechtigten Vorwürfen ausgesetzt, den Kostenrahmen nicht eingehalten und die Buchführung vernachlässigt zu haben. Außerdem hatte er sich mit Einheimischen, Kolonisten, seinem Schreiber und Vorgesetzten zerstritten. Die Einheimischen, die als Tagelöhner zum Ausheben der Entwässerungsgräben eingesetzt wurden, neideten den Kolonisten das Land und die aus Haus, Vieh, Werkzeug und Saatgut bestehende Grundausstattung. Außerdem befürchteten sie, durch die Kolonisierung des Moores ihrer Einnahmequelle durch Stechen und Verkaufen des Torfs beraubt zu werden. Die Kolonisten waren unzufrieden, weil die Häuser nicht ihren Vorstellungen entsprachen und oft bereits bei Fertigstellung baufällig waren. Häufig fanden sie bei ihrer Ankunft die versprochenen Häuser überhaupt nicht vor. Zudem erwies sich das Land als so schlecht, dass die Kolonisten sich nicht von seinen Erträgen ernähren konnten. Viele gaben nach wenigen Jahren wieder auf. Im März 1765 wurde Erichsen daher von seinen Ämtern entbunden, ohne dass seine Errungenschaften objektiv gewürdigt worden wären. Die Anschuldigung, dass er sich persönlich bereichert habe und der Hauptschuldige dafür gewesen sei, dass das Kolonisationsvorhaben nicht realisiert werden konnte, war jedoch falsch.
Ein Vierteljahr später sollte Erichsen nach England gehen, um dort die praktische Umsetzung des Mergelns und dessen Wirksamkeit im Ackerbau zu studieren. Seine Entsendung erfolgte „auf Königliche Kosten zu ökonomischen Untersuchungen“. 1766 reiste er im Gefolge von Caroline Mathilde wieder nach Dänemark. Im Folgejahr inspizierte er Salpeterwerke in Norwegen, wo er – entgegen früheren Quellen – im Jahr 1768, und nicht schon 1765 in England, starb.
Erichsen gehörte zu den zahlreichen Deutschen, die im 18. Jahrhundert für den dänischen Staat arbeiteten und bedeutende Positionen erreichten. Er wollte dem Staat helfen, indem er ohne Eigennutz Verbesserungsvorschläge machte. Zu seinen Leistungen zählte, dass er die Bedeutung der Kartoffel für Mensch und Tier korrekt einschätzte und der Kultivierung der Kartoffel zum Durchbruch verhalf. Theoretisch arbeitete er äußerst fortschrittlich und machte die Heideflächen in Schleswig zu Kulturland, auf dem Erträge wie auf altem Ackerland erzielt werden konnten.

## Familie
Erichsen heiratete am 10. Februar 1749 in Bergen Anna Thode (getauft am 28. Januar 1729 in Bergen; † 13. September 1766 in Kopenhagen). Ihr Vater Søren Thode arbeitete als Schiffer und war verheiratet mit Maren Smidt.
Erichsen hatte eine unbekannte Anzahl von Kindern. Zu ihnen gehörte der Sohn Andreas, der als Pfarrer in Melby auf Seeland arbeitete. Die Tochter Maria Magdalena (1754–1819) heiratete 1782 den Schriftsteller Christen Pram.